# Anette Meyer zu Strohen

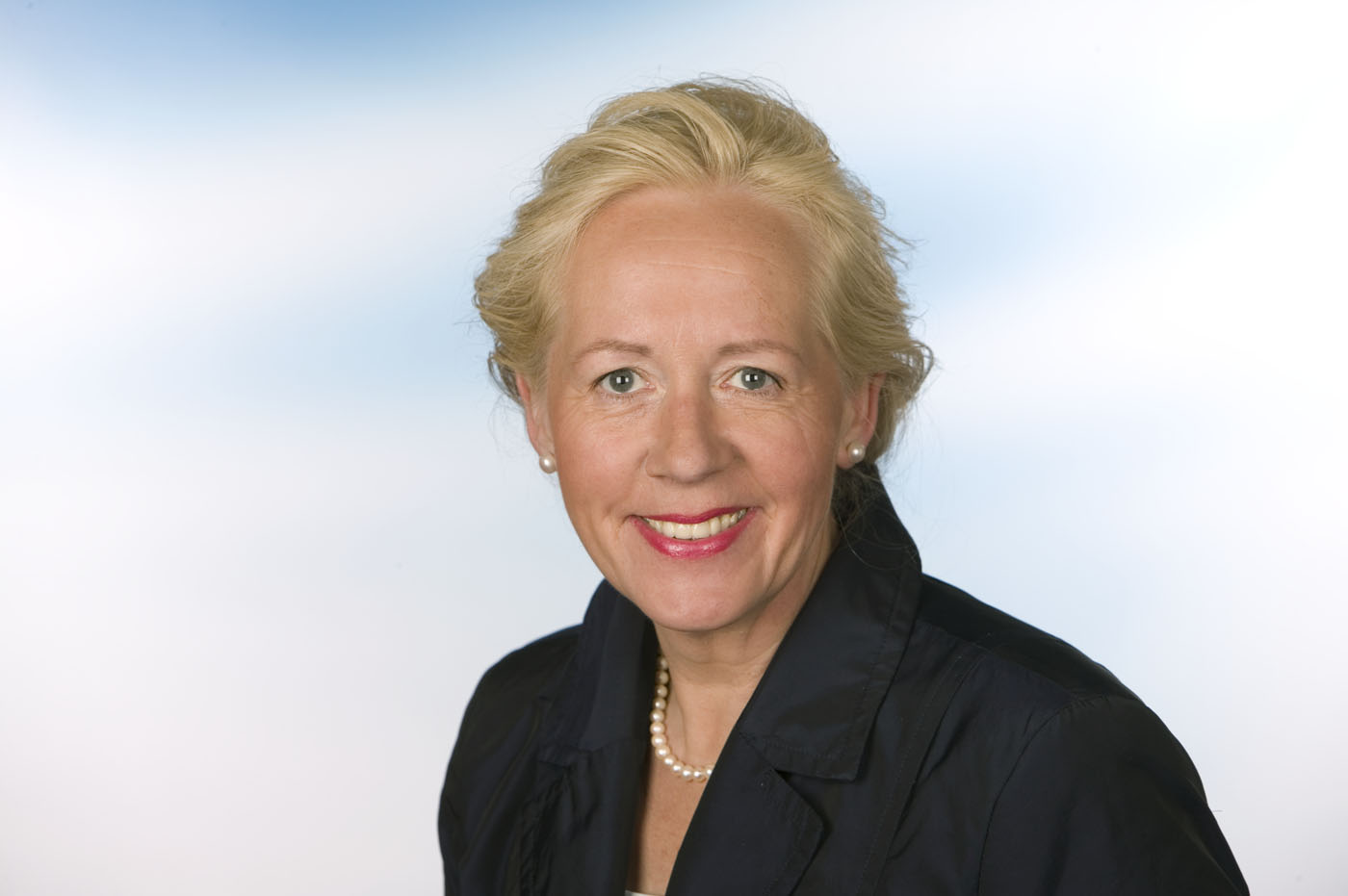
Anette Meyer zu Strohen (MdL)

Anette Meyer zu Strohen (* 30. Oktober 1955 in Belm) ist eine deutsche Politikerin (CDU). Von 2008 bis 2013 und von 2017 bis 2022 war sie Mitglied des Niedersächsischen Landtages.

## Leben und Beruf
Anette Meyer zu Strohen ist Diplom-Agraringenieurin (FH). Von 1971 bis 1973 besuchte sie die ländliche Hauswirtschaftsschule in Osnabrück, anschließend machte sie bis 1974 ein Praktikum im landwirtschaftlichen Betrieb. Meyer zu Strohen hat von 1976 bis 1979 an der Fachhochschule Osnabrück studiert. Gemeinsam mit ihrem Ehemann Fritz bewirtschaftet sie den eigenen Hof. Sie hat zwei Töchter, Katharina und Sophia. 

## Politik
Seit 1991 ist Meyer zu Strohen Mitglied der CDU. Von 1991 bis 2006 war sie Mitglied im Ortsrat Hellern. Seit 1996 ist sie Mitglied im Rat der Stadt Osnabrück. Darüber hinaus ist sie stellvertretende Vorsitzende des CDU-Kreisverbandes Osnabrück-Stadt. 2008 wurde sie im Wahlkreis 77 Osnabrück-Ost direkt in den Niedersächsischen Landtag gewählt. Bei der Landtagswahl 2013 unterlag sie dem SPD-Kandidaten Frank Henning und schied aus dem Landtag aus.
Seit dem 1. Februar 2017, als sie für den ausgeschiedenen Abgeordneten Ansgar Focke nachrückte, ist sie wieder Mitglied des Niedersächsischen Landtages.  Bei der Landtagswahl 2017 zog sie über die CDU-Landesliste erneut in den Landtag ein. Zur Landtagswahl 2022 trat sie nicht erneut an.